# Australian First Tactical Air Force

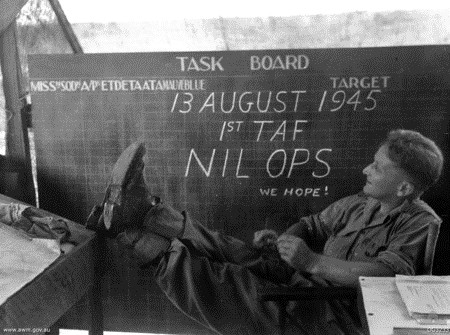
Officier de la RAAF à Labuan à Bornéo 1945.

L'Australian First Tactical Air Force est une formation d'élite de la Force aérienne royale australienne, formée le 25 octobre 1944. Son but était d'assurer l'appui aérien rapproché des troupes au sol des unités navales alliés combattant l'empire du Japon dans la région du Pacifique Sud-Ouest. Parmi les nombreuses forces aériennes tactiques alliées formées pendant la Seconde Guerre mondiale, elle a évolué à partir du No. 10 Operationnal Group établi un an plus tôt sous les commandements du group captain Frederick Scherger. La formation est restée active après la fin des hostilités dans le Pacifique jusqu'à sa dissolution le 24 juillet 1946,.